# Literární noviny

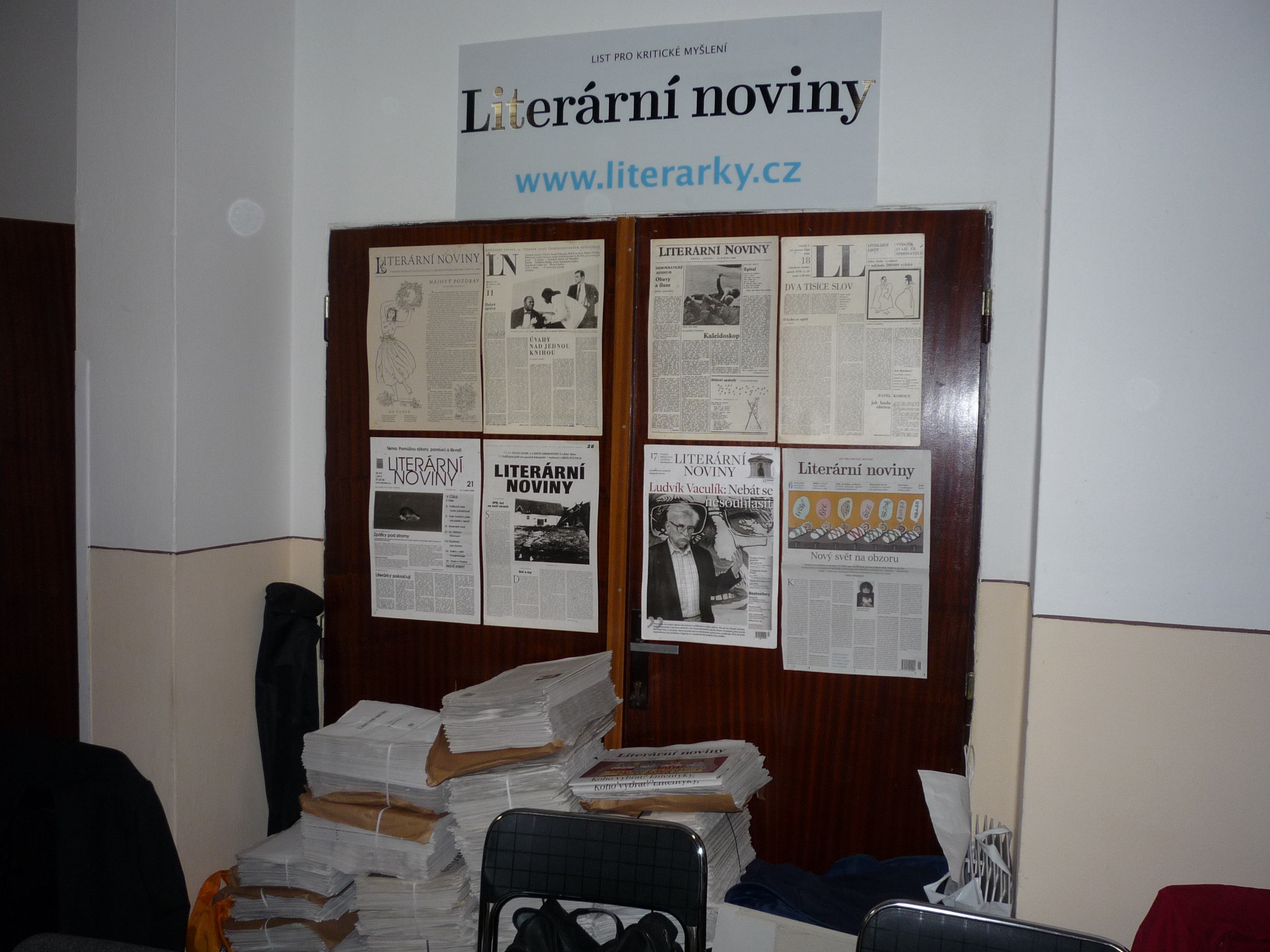
Literární noviny

Literární noviny byly český kulturně-politický měsíčník. Časopis s tímto názvem vycházel od roku 1927 s několika přestávkami a změnou názvu do května 1969 a od roku 1990 až do roku 2020. Poslední číslo vyšlo 28. května 2020.

## Historie
První číslo vyšlo v roce 1927. V šedesátých letech měly Literární noviny velký vliv na postupnou liberalizaci československé společnosti. Na podzim roku 1967 se vedení KSČ pokusilo zpomalit (nebo zastavit) liberalizaci a vydávání Literárních novin zastavilo. Tím v podstatě vyprovokovalo střet s liberálním křídlem ÚV KSČ (k němuž se připojila část stalinistů nespokojených s vedením Antonína Novotného). Vydávání Literárních novin bylo během šedesátých let celkem třikrát přerušeno. Administrativním zásahem v roce 1967, rozhodnutím redakce v souvislosti s invazí ze srpna 1968 a definitivně pak v květnu 1969. Podle původního plánu měly Literární noviny vycházet od října 1968 jako deník tvůrčích svazů a Literární listy jako jejich příloha s týdenní periodou.
Literární noviny jakožto týdeník Svazu československých spisovatelů v roce 1968 vycházely pod názvem Literární listy (22. února 1968–15. srpna 1968), poté jako Listy (7. listopadu 1968–15. května 1969). Náklad v červnu 1968 dosáhl 300 000 výtisků. Šéfredaktorem byl od února do května 1968 Dušan Hamšík, po něm až do zastavení Listů Milan Jungmann. Přispívali do nich Ludvík Vaculík, Karel Kosík, Jiří Lederer, Milan Kundera, Václav Havel, Helena Klímová, Ivan Klíma, Pavel Kohout, Jan Procházka, Alexandr Kliment, Petr Pithart, Jaroslav Putík, Eduard Goldstücker, Vladimír Karfík, Sergej Machonin, A.J. Liehm, Milan Hübl, Václav Klaus, Vladimír Blažek, Igor Hájek, Antonín Brousek, Petr Chudožilov, Milan Šimečka, Miroslava Rektorisová, Jaroslav Šedivý, Jiří Mucha, Františka Faktorová, Josef Válka, ad. Literární noviny byly jednou z důležitých platforem intelektuální diskuse v 60. letech, včetně období pražského jara. Na tradici Literárních novin navázaly exilové Listy, časopis československé socialistické opozice vedený Jiřím Pelikánem, nyní vycházející v ČR (www.listy.cz).

## Obnovení po roce 1989
Ač název ukazuje na literární časopis, podstata tradice Literárních novin spočívala spíše v účasti spisovatelů a intelektuálů na společenské diskusi a v pojetí literatury jako živého společenského organismu, který úzce souvisí s ostatními uměními, vědami a politikou. Literární noviny byly obnoveny po sametové revoluci v listopadu 1989. První dva ročníky vycházely jako příloha Lidových novin. Od roku 1992 vycházejí samostatně. 
Během devadesátých let převládlo zaměření spíše na literaturu v akademičtějším slova smyslu. Po nástupu spoluzakladatele Hnutí DUHA a šéfredaktora společensko-ekologického časopisu Sedmá generace Jakuba Patočky do čela redakce se noviny rozšířily o akcent ekologicko-politický a často i radikální tón komentářů na tomto poli vyvolával četné kontroverze. V roce 2004 na protest proti malému zájmu Jakuba Patočky o řízení časopisu opustilo jeho redakci jedenáct redaktorů. Jakub Patočka nicméně ve funkci šéfredaktora setrval až do konce roku 2009. 
Od roku 2001 patřila mezi mecenáše Literárních novin Nadace Michaela Kocába na podporu literatury.
Po Společnosti pro Literární noviny převzalo v polovině roku 2007 vydávání listu brněnské Centrum pro média a demokracii. Od února 2009 bylo vydavatelem o. s. Právo, solidarita a informace vedené Janem Mládkem, které předalo téhož roku vydávaní firmě Litmedia. Majoritním vlastníkem byl Miroslav Pavel, ředitel Československé televize v období 27. 11. 1989 – 10. 1. 1990 a někdejší mluvčí dvou komunistických premiérů Lubomíra Štrougala a Ladislava Adamce. Šéfredaktorem byl Zbyněk Fiala. Po převzetí opustilo list mnoho redaktorů a dalších zaměstnanců, převládajícím důvodem byla neochota spolupracovat s bývalými agenty komunistických tajných služeb, kteří v LN působili.
V červnu 2010 se šéfredaktorem stal Petr Bílek, který předtím vedl časopis Reflex. Dnes se Literární noviny věnují převážně politickým, ekonomickým a obecně společenským tématům. Zrušena byla zvláštní příloha Nové knihy. Mezi přispěvatele týdeníku patří či patřili například Tereza Spencerová, Aleš Bluma, Zbyněk Fiala, Josef Brož nebo Petr Bílek. V roce 2017 vznikla Akademie Literárních novin, která si vzala za cíl formou seminářů a přednášek dále vzdělávat zájemce o současnou českou a světovou literaturu, svět médií či tvůrčí psaní.
Počátkem roku 2020 byly LN obviněny novináři z Aktualně.cz ze „šíření komunistické propagandy“, protože spolupracovaly s jedním z největších čínských státních deníků Kuang-ming ž'-pao.

#### Ekonomické problémy
Od ledna 2014 vycházely jako měsíčník. V roce 2016 nebyla Literárním novinám poskytnuta dotace, majitel reagoval zvýšením ceny na 59 Kč. Majitel zároveň uvedl, že je titul od okamžiku převzetí neustále vysoce ztrátový (i přes dotace v minulých letech). Za rok 2014 uvedl ztrátu 5,5 milionu Kč, 2013 skoro 8 milionů, v roce 2012 8 milionů, v letech 2011 a 2010 rekordních 11 milionů a za rok 2009 to bylo 5 milionů. Kumulovaná ztráta z vydávání Literárních novin v letech 2009 až 2014 tak činila cca 50 milionů Kč.
Neudělení dotace Ministerstva kultury odborná komise odboru umění, literatury a knihoven zdůvodnila tím, že „Literární noviny nejsou již dávno časopisem literárním, jejich název je zavádějící a obsahově jej nelze zařadit mezi zde podporovaná periodika. Tradice, ke které se časopis svým názvem hlásí, zde není již dlouho naplňována.“
I v listopadu 2018 byly Literární noviny stále nevýdělečné, provoz hradil z vlastních prostředků Miroslav Pavel. V květnu 2020 se kvůli tomu, i kvůli omezením plynoucím z pandemie covidu-19, rozhodl vydávání měsíčníku ukončit.